# التعديل الثالث لدستور الولايات المتحدة الأمريكية

التعديل الثالث لدستور الولايات المتحدة الأمريكية

التعديل الثالث لدستور الولايات المتحدة الأمريكية (بالإنجليزية: Third Amendment to the United States Constitution)‏ هو التعديل الذي يمنع القوات الحكومية من الدخول إلى ممتلكات الأفراد الخاصة من دون إذن خلال وقت السلم، ويستثنى هذا في حالة إعلان الطوارئ. صن هذا التعديل من قبل جيمس ماديسون في سنة 1789 وكان رد على ما كان يقوم به الجنود البريطانيين بالدخول إلى الممتلكات الخاصة دون إذن صاحبها أثناء الثورة الأمريكية. كان هذا التعديل جزء من وثيقة حقوق الولايات المتحدة في رد على الاعتراضات الغير الإتحادية على الدستور الجديد. ويقول نص التعديل: لا يجوز لأي جندي، في وقت السلم، أن يقيم في أي منزل دون رضى المالك، كما لا يجوز له ذلك في وقت الحرب، إلا بالكيفية التي يحددها القانون.
قدم جيمس ماديسون التعديل الثالث في الكونغرس في عام 1789، كجزء من مشروع قانون حقوق الولايات المتحدة، استجابة للاعتراضات المناهضة للفيدرالية على الدستور الجديد. اقترح الكونغرس التعديل على الولايات في 25 سبتمبر من عام 1789، وبحلول 15 ديسمبر من عام 1791، كانت قد صادقت عليه ثلاثة أرباع الولايات. أعلن وزير الخارجية توماس جيفرسون عن اعتماد التعديل في 1 مارس من عام 1792.
يعد هذا التعديل أحد أقل التعديلات إثارة للجدل في الدستور ونادرًا ما يحدث التقاضي بشأنه، إذ وصفه كاتب العدالة الجنائية رادلي بالكو بأنه «الخنزير القزم» في دستور الولايات المتحدة. حتى الآن، لم يكن القاعدة الأساسية لقرار المحكمة العليا، بالرغم من أنه شكل قاعدة لمحكمة الاستئناف في قضية الدائرة الثانية لإنبلوم ضد كاري في عام 1982.

## النص
النص الكامل للتعديل هو:
لا يجوز إيواء أي جندي في وقت السلم في أي منزل، دون موافقة المالك، ولا حتى في وقت الحرب، إلا من خلال طريقة يوافق عليها القانون.

## خلفية
في عام 1765، سن البرلمان البريطاني أول القوانين المتعلقة بالإيواء، التي تلزم المستعمرات الأمريكية بدفع تكاليف الجنود البريطانيين الذين يخدمون في المستعمرات، وينص على أنه إذا كانت الثكنات المحلية لا توفر حيزًا كافيًا فيجب على المستعمرين أن يؤمنوا إيواء القوات في دور الإيواء والفنادق والإصطبلات. بعد حادثة حفلة شاي بوسطن، سن قانون الإيواء لعام 1774. باعتبارها واحدة من الأعمال التي لا يمكن احتمالها والتي دفعت المستعمرات نحو الثورة، فقد أذن للقوات البريطانية أن تأوي جنودها حيثما لزم الأمر، بما في ذلك في المنازل الخاصة. ذكر إيواء القوات باعتباره واحدًا من مظالم المستعمرين في إعلان الاستقلال الأمريكي.

## المصادقة
بعد عدة سنوات من قيام الحكومة الضعيفة نسبيًا بموجب وثائق الكونفدرالية، اقترح الاجتماع الدستوري في فيلادلفيا دستورًا جديدًا في 17 سبتمبر من عام 1787، يضم رئيسًا تنفيذيًا أقوى وتغييرات أخرى. اقترح جورج ماسون، مندوب المؤتمر الدستوري ومسؤول صياغة إعلان الحقوق في فيرجينيا، إدراج قائمة بالحقوق وضمان الحريات المدنية. لم يتفق معه المندوبون الآخرون مثل جيمس ماديسون مسؤول صياغة مشروع قانون الحقوق المستقبلي، بحجة أن ضمانات الدولة الحالية للحريات المدنية كانت كافية وأن أي محاولة لسرد الحقوق الفردية يمكن أن تعني ضمنًا أن حقوقًا أخرى غير مسماة غير محمية. بعد مناقشة وجيزة، رفض اقتراح ماسون بتصويت بالإجماع من وفود الدولة.
من أجل التصديق على الدستور، كان مطلوبًا من تسع من الولايات الثلاث عشر الموافقة عليه في اتفاقيات الدولة. استندت معارضة التصديق («مناهضة الفيدرالية») جزئيًا على افتقار الدستور إلى ضمانات كافية للحريات المدنية. اقترح أنصار الدستور في الولايات التي كانت فيها المشاعر الشعبية ضد التصديق (بما في ذلك فرجينيا وماساتشوستس ونيويورك) بنجاح أن تصادق اتفاقياتهم على الدستور وتدعو إلى إضافة شرعية للحقوق. اقترحت العديد من الاتفاقيات بين الولايات على وجه التحديد حكمًا ضد إيواء القوات في منازل خاصة. في اتفاقية تصديق فيرجينيا من عام 1788، قال باتريك هنري «كانت واحدة من أولى شكاوينا، في ظل الحكومة السابقة، إيواء القوات بيننا. كان هذا أحد الأسباب الرئيسية لفك الارتباط مع بريطانيا العظمى، ولكن قد يكون هناك عدد من القوات في فترات السلم. وقد يسكنون بأي طريقة –الاستبداد والظلم والاقتحام».